# Farbenfabrik Wilhelm Brauns

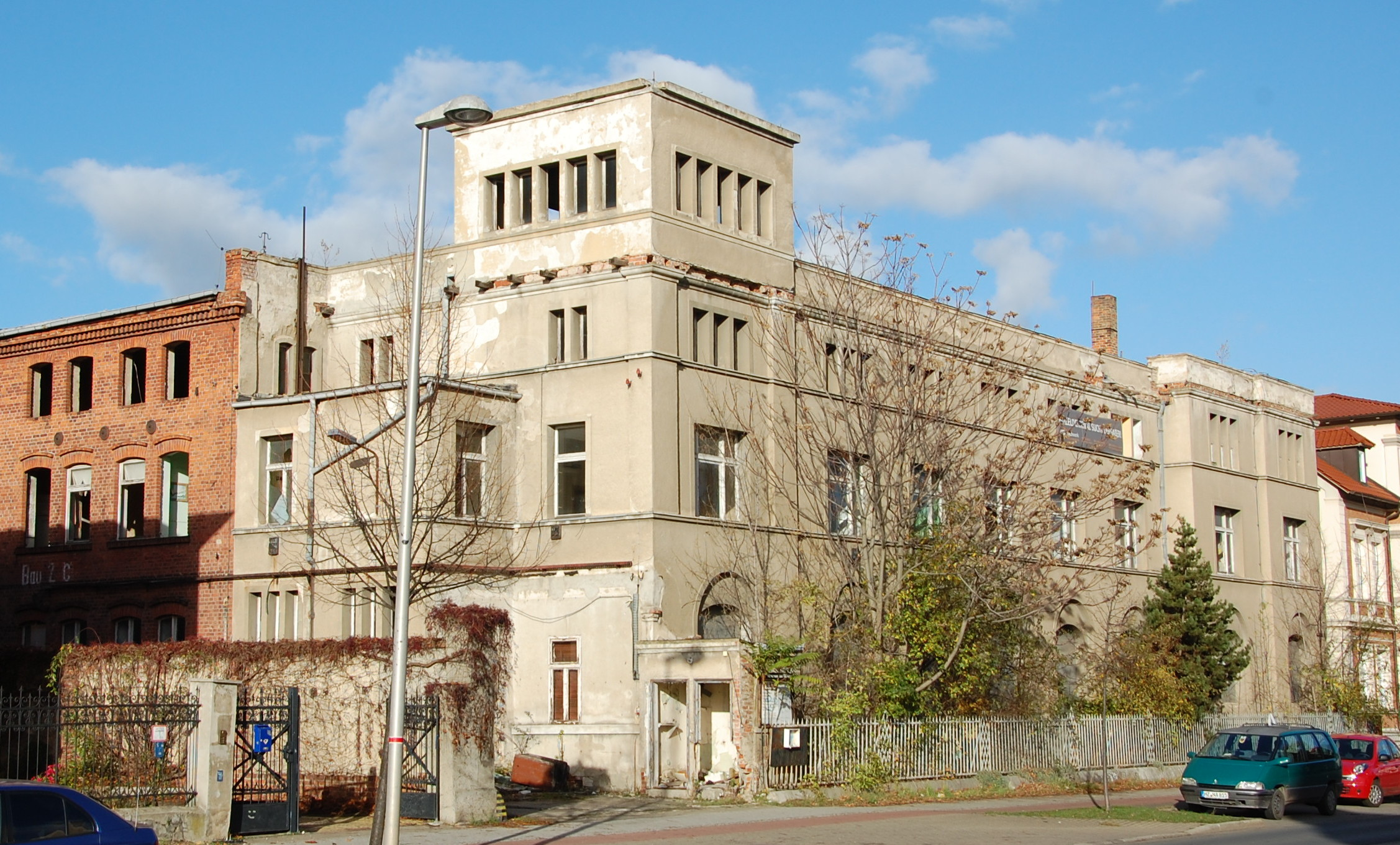
Harzweg 12

Die Farbenfabrik Wilhelm Brauns war eine Farbenfabrik in Quedlinburg im heutigen Sachsen-Anhalt. Die Produktionsgebäude stehen heute unter Denkmalschutz.

## Lage
Das im Quedlinburger Denkmalverzeichnis eingetragene Fabrikgelände befindet sich südlich der Quedlinburger Altstadt auf der Nordseite des Harzwegs an der Adresse Harzweg 12.

## Geschichte

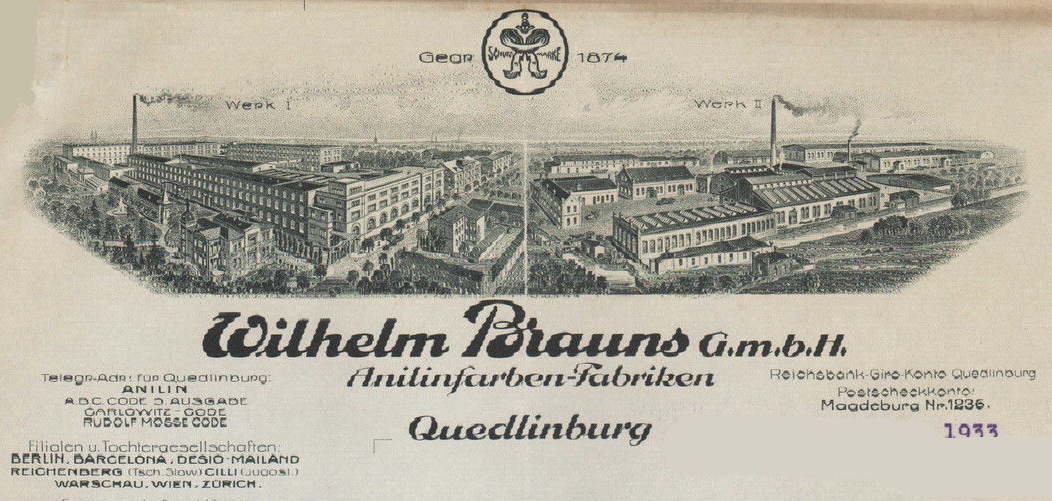
Briefkopf Wilhelm Brauns, ca. 1920

Die Fabrik bestand seit 1890 am Standort, wobei um 1920 die Hauptfabrikanlagen, des als GmbH firmierenden Unternehmens, sich noch auf dem Grundstück Feldmark links der Bode 17 befanden. Für die Verwaltung und den Versand wurde als Adresse Harzweg 13/14 angegeben. Der Firmengründer Wilhelm Brauns führte Anilinfarben zum Gebrauch im Haushalt ein. Mit den Produkten des Unternehmens war das Färben von Wäsche im Hausgebrauch möglich. Um 1920 wurden in Quedlinburg 370 Mitarbeiter beschäftigt. Zweigstellen bestanden im In- und Ausland. Broschüren wurden in 30 Sprachen angeboten.
Nach dem Zweiten Weltkrieg gründeten die Erben Brauns zunächst in München eine neue Anilinfarbenfabrik, die nach den Initialen des Gründers zeitweise Wilbra Chemie genannt wurde. 1952 wurden Firmensitz und Produktion des neuen Unternehmens nach Bad Aibling verlegt. 1969 erfolgte eine Fusion mit der Warburger Firma Gebr. Heitmann zu Brauns-Heitmann. Dieser Betrieb besteht noch heute.

## Architektur

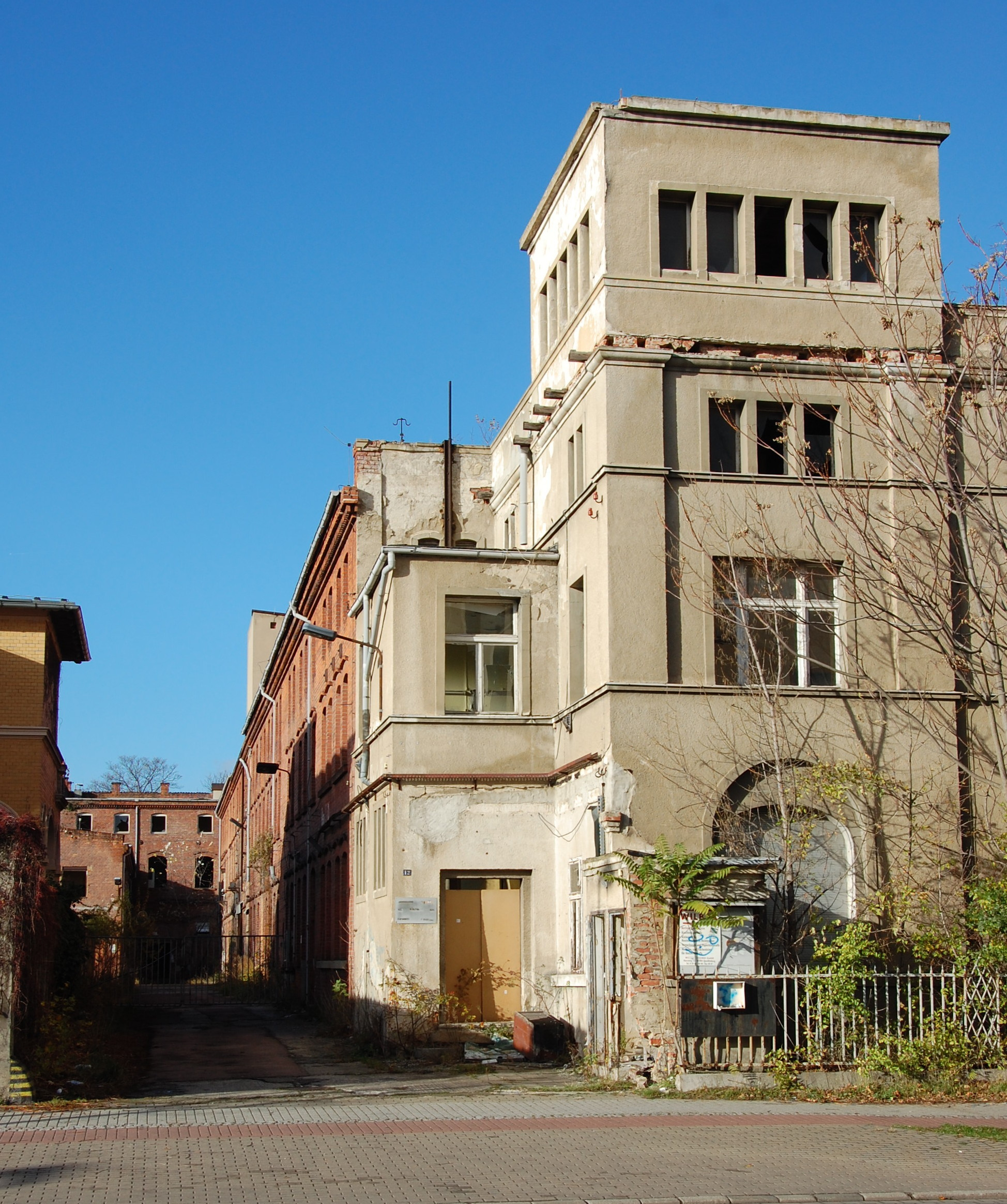
Werkseinfahrt

Die noch heute (Stand 2013) erhaltenen Fabrikgebäude wurden 1930 nach Plänen von Hermann Baranke errichtet. Straßenseitig erstreckt sich ein breites Verwaltungsgebäude. Der Eingang zum Werk befindet sich westlich des Baus, der an dieser Stelle durch einen kleinen Turm betont wird. Der Baukörper ist kubisch gestaltet und gestaffelt. Im Gebäudeinneren ist ein Sitzungssaal im originalen Zustand erhalten. Im Erdgeschoss befinden sich zur Straße hin geätzte Glasscheiben. Derzeit (Stand 2013) steht das Gebäude leer und ist dringend sanierungsbedürftig.